# Couhé
Couhé foi uma comuna francesa na região administrativa da Nova Aquitânia, no departamento de Vienne. Estendia-se por uma área de 9,11 km². Em 2010 a comuna tinha 4 577 habitantes (densidade: 502,4 hab./km²).
Em 1 de janeiro de 2019, passou a fazer parte da nova comuna de Valence-en-Poitou.